# Barbie

Aktuelles Barbie-Logo

Barbie (eigentlich Barbara Millicent Roberts) gilt als eine der bekanntesten und meistverkauften Puppen der Welt und gehört damit zu den Spielzeugklassikern. Sie kam 1959 auf den Markt. Barbie ist ein eingetragenes Warenzeichen der US-amerikanischen Firma Mattel und bezeichnet die Produktionsreihe von Modepuppen im Maßstab 1:6. Auch die Puppe Ken (mit vollem Namen Kenneth Sean Carson), das männliche Pendant, gehört zum Barbie-Franchise.

## Geschichte

### Vorgeschichte
Bereits vor Barbie gab es Modepuppen; von den ersten wurde aus dem Frankreich des 13. Jahrhunderts berichtet. Dass Barbie Teil der westlichen Kulturgeschichte des 20. Jahrhunderts wurde, verdankt es dem von der Gründerin der Firma Mattel, Ruth Handler, erstellten und im Laufe der Jahre verfeinerten Konzept, das folgende Hauptpunkte aufweist:
- Gestaltung der Puppe Barbie
- Schwerpunkt Kleidung
- Einbeziehung verschiedener ethnischer Zielgruppen
- Erweiterung der Produktreihe um weitere Puppenpersönlichkeiten
- Entwicklung der Puppe vom Luxus- zum Massenspielzeug
- Produktion von Sammlerpuppen neben den Spielpuppen
- Barbiepuppe als Schönheitsideal

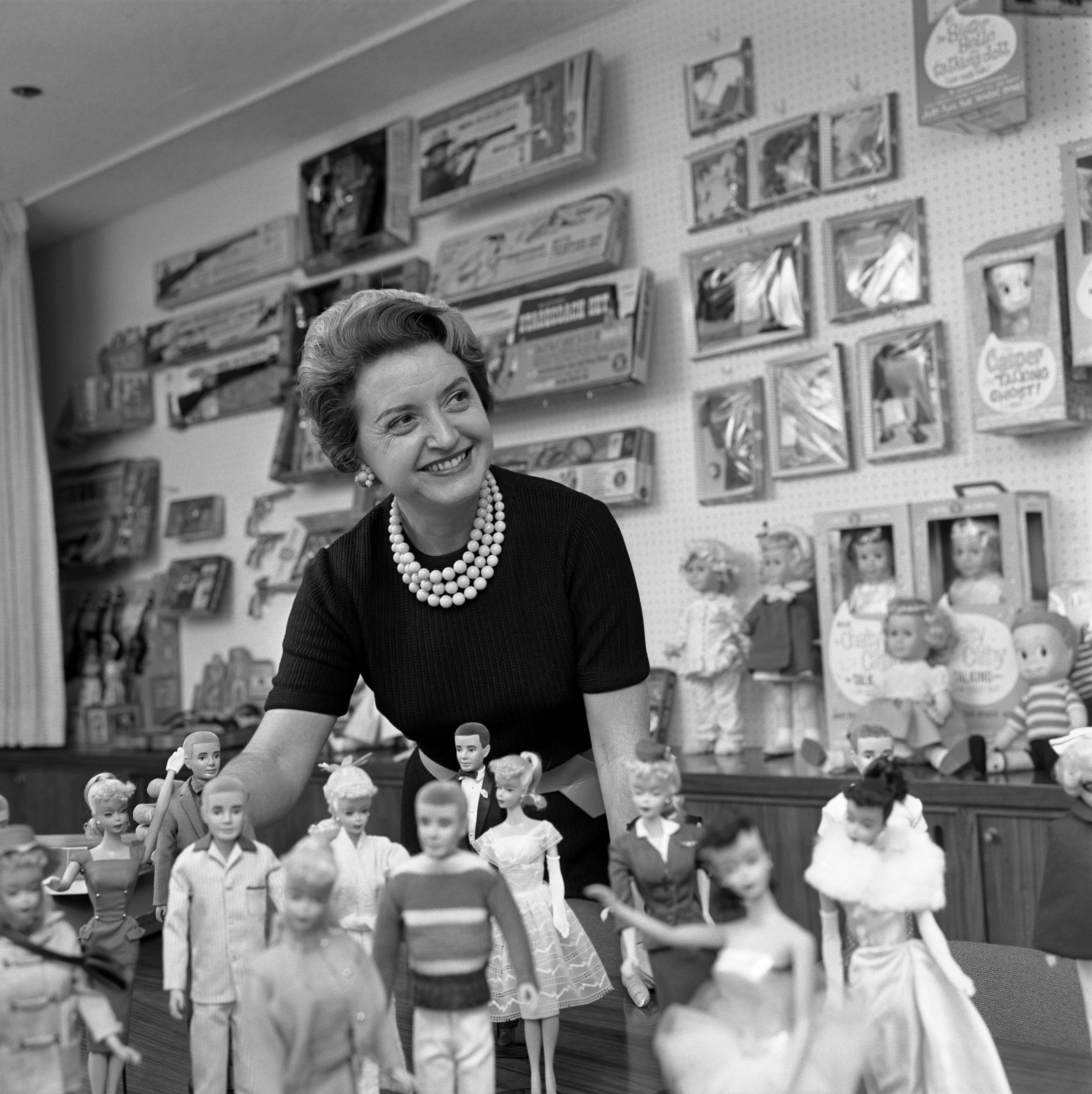
Die „Mutter der Barbie-Puppe“: Ruth Handler (1961)

Die Firma Mattel wurde 1945 vom Ehepaar Ruth und Elliott Handler sowie von Harold Matson gegründet. Der kleine Betrieb produzierte zunächst Bilderrahmen, Modeschmuck und Puppenmöbel, später auch anderes Spielzeug. Nach Aussage von Ruth Handler hatte sie bereits Anfang der 1950er Jahre die Idee, nach dem Vorbild der Ankleidepuppen, mit denen ihre Tochter Barbara spielte, eine Puppe zu produzieren, die einem Mannequin glich. Ihr Mann sei jedoch der Ansicht gewesen, die Produktion würde zu teuer. Auf einer Europareise entdeckte Ruth Handler eine solche Puppe in einem Schaufenster in Luzern und kaufte sie. Sie war etwa 30 Zentimeter groß und hatte eine blonde Pferdeschwanzfrisur.
Bei der Puppe aus dem Schaufenster handelte es sich um die Bild-Lilli, eine Puppe nach dem Vorbild eines Comics, den Reinhard Beuthien seit 1952 für die BILD-Zeitung zeichnete und die seit 1955 auf dem Markt war. Modelliert hatte sie Max Weißbrodt von der Firma O. & M. Hausser in Neustadt bei Coburg. Zurück in den USA gingen die Handlers daran, ihr Puppenprojekt umzusetzen. Über die genauen Umstände, unter denen das geschah, gibt es zwei Versionen – die von der Firma Hausser und die von der Firma Mattel. Am 9. März 1959 wurde die erste Mattel-Puppe auf der American Toy Fair in New York präsentiert (benannt nach der Tochter der Handlers). Die Vermarktungsrechte an der Bild-Lilli kaufte Mattel jedoch erst 1964, sodass deren Produktion erst daraufhin eingestellt wurde. Damit konnte die Barbie-Puppe auch in Deutschland verkauft werden.

### Veränderungen der Puppe

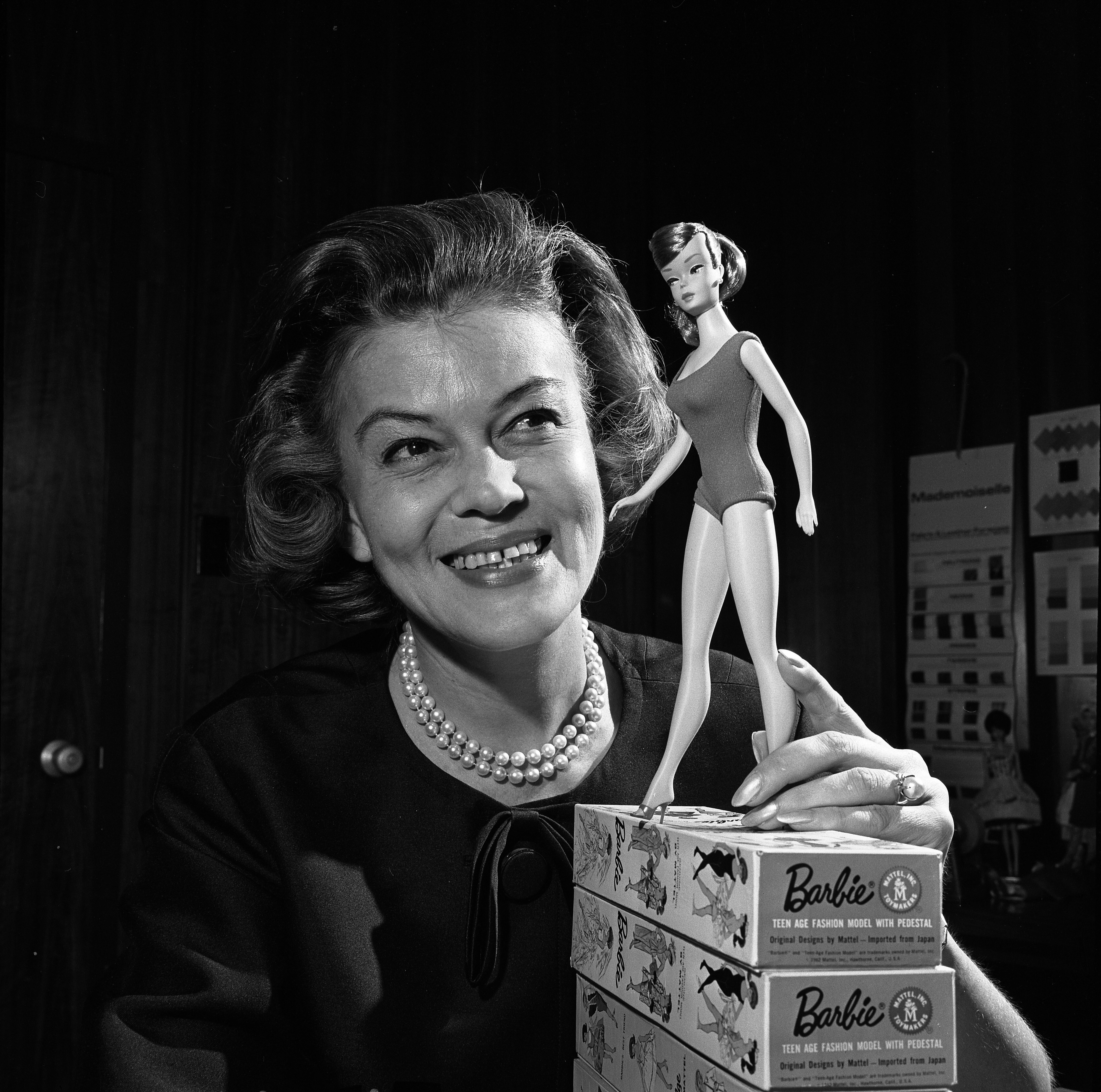
Barbies erste Kleiddesignerin Charlotte Johnson mit einem Modell von 1965

Barbie, die Hauptfigur dieser Puppenwelt, orientierte sich von Anfang an an aktuellen Modetrends und ist daher immer eine Verkörperung des jeweiligen Zeitgeistes. Entsprechend hat sich ihr Erscheinungsbild immer wieder geändert:
- Die erste Barbie war erhältlich in blond und brünett, jeweils mit Pferdeschwanz und gelocktem Pony. Zunächst wurde sie nur hellhäutig produziert. Ihre Kopfform mit geschlossenem Mund und anmodellierten Wimpern war der der Lilli nachempfunden, und genau wie diese hat sie einen Körper mit weiblichen Formen und trägt kräftiges Make-up. Anders als die meisten anderen Puppen spreizt sie ihre Beine beim Hinsetzen nicht, sondern hält sie damenhaft parallel (dies war schon bei Lilli so). Später gab es sie auch mit Kurzhaarfrisuren und in anderen Haarfarben.
- 1967 bekam Barbie ein neues Gesicht. Die Lippen sind leicht geöffnet und die Wimpern sind aufgemalt oder aus richtigen Haaren. Insgesamt wirkt sie mädchenhafter als die Vorgängerin.
- 1977 erschien die Superstar Barbie. Sie hatte als Erste den Kopf, der die folgenden 20 Jahre lang für Barbie verwendet wurde: ein breit lächelndes Gesicht mit großen Augen und Grübchen am Kinn. Es ist die von Mattel am häufigsten verwendete Kopfform. Die Vielfalt der Haarfarben wurde mit dieser Puppe aufgegeben: Barbie war von nun an grundsätzlich blond. Erst ab 1991 gab es Barbie wieder mit anderen Haarfarben.
- Seit 1980 gibt es die meisten Modelle auch in einer hispanischen und afroamerikanischen Version, um den Kindern aus diesen Ethnien Barbies in ihrer eigenen Hautfarbe zu bieten. Asiatische Barbies werden gelegentlich auch angeboten, sind aber selten. Auch von Barbies Freund Ken und ihren Schwestern gibt es gelegentlich andere ethnische Versionen. Davon unabhängig hat Barbie Freunde aus verschiedenen Ethnien (siehe unter Freunde und Verwandte).
- Seit 1996 hat Barbie ein neues Gesicht mit geschlossenem Mund. 2000 wurde das Superstar-Gesicht modifiziert; es ist seitdem schmaler und das Grinsen nicht mehr so übertrieben. Diese beiden Kopfformen werden heute noch verwendet; seit 2005 allerdings in einer Version, die etwa 10 % größer ist.
- Zu Anfang des Jahres 2003 brachte Mattel Puppen mit einer neuen Körperform auf den Markt; Rumpf und Beine sind kürzer und die Hüften breiter. Diese Form wurde nach zwei Jahren wieder aufgegeben und Mattel kehrte zur vorherigen Größe zurück.
- 2006 stellte die Soferet Jen Taylor Friedman die sog. Tefillin-Barbie her, eine inoffizielle Variante mit den Ritualgegenständen Tallit und Tefillin, welche normalerweise in der jüdischen Orthodoxie nur Männer tragen dürfen.
- Anfang 2016 veröffentlichte Mattel „The Doll Evolves“ und von nun an gibt es „Barbie“ mit verschiedenen Körpern in dick, groß und klein.
- November 2017 wurde vom Hersteller die erste Barbie mit Hidschab für 2018 angekündigt. Vorbild für das Modell aus der Serie Sheroes – she + hero, Frauenheldinnen ist die olympische Säbelfechterin Ibtihaj Muhammad aus den USA, sie trug auch bei den Wettkämpfen ihr Kopftuch.[2] Im selben Monat präsentiert Mattel auch eine Barbie-Puppe mit einem „Love Wins“-T-Shirt. Das Original ist von der Modebloggerin Aimee Song entworfen und soll die Gleichberechtigung gleichgeschlechtlicher Liebe unterstützen.[3]
- Bekannte Persönlichkeiten aus der Geschichte sowie aus Politik, Kultur und Sport werden regelmäßig in Barbie-&-Ken-Form dargestellt.
- Zum Frauentag am 8. März 2018 wurde eine Serie von 19 „Inspirierenden Frauen“ (Inspiring Women) vorgestellt. Sie sollen in Mädchen die Vorstellung zu vielfältiger Entwicklung fördern. Ein Begleitheft beschreibt die Leistungen der Vorbilder. Kritisiert wird an den Ausformungen der Figuren jedoch mitunter das Stereotyp kurzer Oberkörper/Wespentaille/lange Beine.[4][5][6] Folgende Frauen wurden in die Serie aufgenommen:

- - Amelia Earhart (1897–1937), Pilotin, Frauenrechtlerin, USA
  - Frida Kahlo (1907–1954), Malerin, Frauenrechtlerin, Mexiko
  - Katherine Johnson (1918–2020), Mathematikerin und Physikerin bei NASA, USA
  - Hélène Darroze (* 1967), Restaurantköchin, Frankreich
  - Leyla Piedayesh (* 1970), Berliner Designerin, Deutschland
  - Patty Jenkins (* 1971), Filmregisseurin, USA
  - Ava Duvernay (* 1972), Filmregisseurin, USA
  - Martyna Wojciechowska (* 1974), Journalistin, Polen
  - Yuan Yuan Tan (* 1977), Primaballerina, China, USA
  - Misty Copeland (* 1982), Afroamerikanerin, Primaballerina, USA
  - Nicola Adams (* 1982), Boxerin, GB
  - Ibtihaj Muhammad (* 1985), Säbelfechterin, USA
  - Ashley Graham (* 1987), Plus-Size-Model, USA
  - Sara Gama (* 1989), Fußballerin, Italien
  - Hui Ruoqi (* 1991) Volleyball, Olympiagold 2016, China
  - Gabby Douglas (* 1995), Turnerin, 2012 Olympiagold, USA
  - Xiaotong Guan (* 1997), Schauspielerin, China
  - Bindi Irwin (* 1998), Naturschützerin, Australien
  - Chloe Kim (* 2000), Snowboard Olympiagold 2018, USA

- Im Juli 2022, an ihrem 88. Geburtstag, erschien Jane Goodall, Umwelt- und Primaten-Forscherin als Puppe – jung abgebildet, mit Feldstecher, Notizbuch oder Tablet und einem Schimpansen.[7]

- Zum Frauentag 2023 wurde eine Serie von 7 herausragenden Frauen aus MINT-Berufen vorgestellt[8]:
  - Antje Boetius (* 1967), Meeresbiologin
  - Susan Wojcicki (1968–2024), Google-Sonderberaterin
  - Anne Wojcicki (* 1973), 23andME-CEO
  - Janet Wojcicki (* 1970), Pädiatrie-Professorin
  - Maggie Aderin-Pocock (* 1968), Weltraumwissenschaftlerin
  - Kat Echazarreta, Elektroingenieurin
  - Li Yinuo, Wissenschaftspädagogin

Um das Spielen mit Barbie interessanter zu gestalten, entwickelte Mattel im Laufe der Jahre ständig Veränderungen, zum Beispiel knickbare Beine (bendable legs), auswechselbare Perücken, färbbare Haare (Color Magic). Regelmäßig kamen auch sprechende Puppen auf den Markt. Mehrere Male wurde für Barbie ein beweglicherer Körper mit weiteren Gelenken entwickelt, der neben dem herkömmlichen Körper mit starren Armen und nur begrenzt knickbaren Beinen eingesetzt wurde. Diese Körper wurden aber nur wenige Jahre produziert.

### Produktion
Schon die erste 1959 auf den Markt gebrachte Ausgabe der Barbie wurde nicht in den USA, sondern vollständig in Japan produziert. Wenige Jahre später wurde nicht nur Barbies Kleidung (Heimarbeit), sondern auch die Figuren in China hergestellt. 1990 kommen wichtige Maschinen zur Produktion der Barbie aus USA und Europa nach China. Vorprodukte werden zum Beispiel aus Japan, Taiwan oder USA zu den Produktionsstandorten geliefert.

### Kleidung

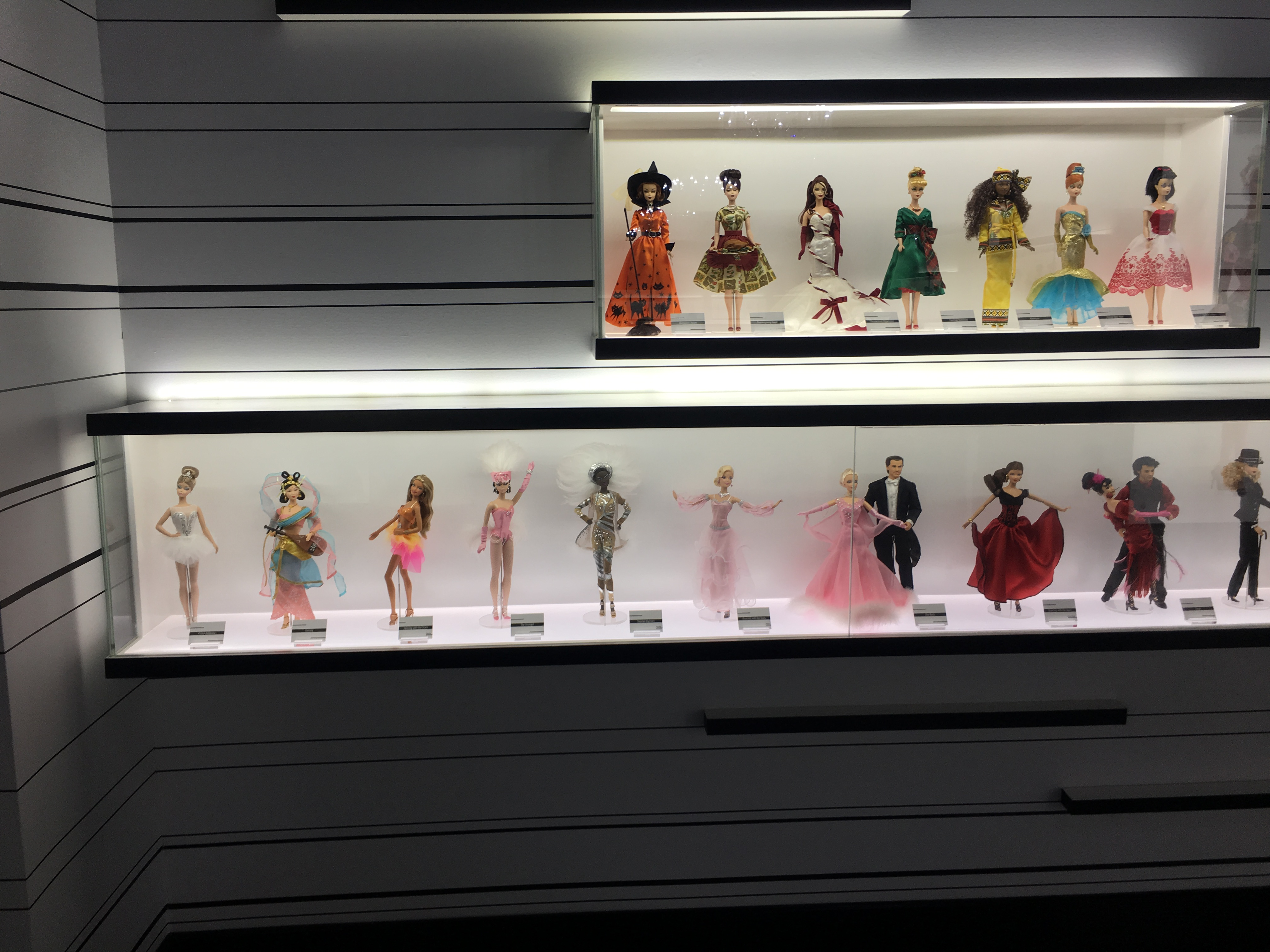
Barbie-Puppen mit verschiedenen Kostümen

Der kommerzielle Erfolg von Barbie beruht zu einem wesentlichen Teil darauf, dass sie von Anfang an mit einer reichhaltigen Garderobe für jede Gelegenheit ausgestattet war. Barbie wurde ursprünglich nur im Badeanzug verkauft. Die ersten Kleider waren von den Modellen der Haute Couture beeinflusst und trugen wie diese Namen. Anfang der 1960er Jahre war Jacqueline Kennedy stilbildend, dieser Einfluss ist auch in Barbies Kleidung spürbar. Ab 1967 trug Barbie Modelle, die sich an den Mod-Kleidern der Carnaby Street orientierten.
Barbie ging immer mit der Mode und trug die aktuellen Farben der Saison. In den 1950er und frühen 1960er Jahren waren das eher Pastelltöne, erst Ende der 1960er Jahre kamen leuchtende Farben in Mode. Auch spätere Trends, wie die von der Fernsehserie Dynasty (dt.: Der Denver-Clan), beeinflussten die Mode der 1980er Jahre, Discomode und Designerjeans gingen an Barbie ebenfalls nicht spurlos vorüber.
Ab den 1990er Jahren wurden nicht mehr nur Kleider für mehr oder weniger alltägliche Situationen angeboten, sondern Barbie konnte sich nun auch als Meerjungfrau, Blumenelfe oder Märchenprinzessin verkleiden.
Schon in den 1960er Jahren bot Mattel Kleidungsstücke an, die von den Kindern mittels beigefügter Stoffmalfarben, Applikationen oder Pailletten selbst neu gestaltet werden konnten. Derartige Stücke werden bis heute produziert und stellen eine erhebliche Erweiterung der Spielmöglichkeiten dar.

### Puppen derMy-Scene-Reihe
Seit der Jahrtausendwende feierte die Konkurrenzfirma MGA Entertainment mit ihren Bratz Modepuppen mit überproportional großen Köpfen immer größere Erfolge. Um an diesem Trend zu partizipieren, entwickelte Mattel 2003 unter der Marke My Scene eine selbständige Spielreihe, die bis 2006 auch den Namen Barbie verwendete. Auch in der My-Scene-Reihe gab es verschiedene Freundinnen; anders als bei Barbie wurde aber für alle Puppen in der Regel die gleiche Kopfform (mit verschiedenen Haut- und Haarfarben) verwendet. Die Köpfe dieser Puppen waren etwa doppelt so groß wie die der herkömmlichen Barbie-Puppen; die Körper jedoch waren bei beiden Reihen gleich, so dass die My-scene-Puppen Barbies Kleider und Schuhe tragen konnten und umgekehrt. Die letzten My-Scene-Artikel wurden 2009 produziert.

### Von der Luxuspuppe zum Massenspielzeug
Barbie kostete 1959 3 US-Dollar – zu dieser Zeit waren das umgerechnet etwa 12 DM. Das Anfangsgehalt eines kaufmännischen Angestellten lag zu dieser Zeit bei etwa 200 bis 300 DM monatlich. Dazu kamen noch die Kosten für ihre Kleider, die oft aus edlen Materialien wie Seide oder Brokat bestanden und aufwendig geschneidert waren (gefüttert und mit funktionierenden Knöpfen oder Reißverschlüssen versehen). Unter diesen Umständen konnten sich nur Angehörige der oberen und mittleren Klassen den Kauf dieses Spielzeugs leisten. Entsprechend orientierte sich der Stil der Puppe und ihrer Kleidung an den Frauen dieser Schichten.
Ab der Mitte der 1960er Jahre wurde der aktuelle Trend der Mode von britischen Modeschöpfern bestimmt, die bewusst auf Jugendliche der Unterschicht als Käufer abzielten. Der Trend zu preiswerter Kleidung setzte sich auch in den 1970er Jahren fort, in denen der Verzicht auf „Konsumterror“ gepredigt wurde. Mattel folgte diesen Trends und stellte die Kleidung für Barbie nunmehr vorwiegend aus Synthetikstoffen her. Weiter wurde keine dezente Garderobe für die elegante Dame mehr angeboten, sondern Kleidung nach dem Massengeschmack; das heißt die Schnitte wurden verspielter und die Farben kräftiger. Auch die Puppe selbst folgte diesem Trend: mit wallender blonder Mähne, breitem Grinsen, üppigem Dekolleté und knappen Miniröckchen entsprach sie nun dem Schönheitsideal der Unterschicht. Sie besuchte keine Vernissagen und Tennisplätze mehr, sondern widmete sich populären Sportarten wie Rollerskating oder Bowling und ging zu Popkonzerten. Zudem wurde das Zubehör zur Ausgestaltung der Barbie-Spielwelt zunehmend komplexer. Das alles ließ die Umsätze in die Höhe schnellen.

## Biografie
Mattel machte zum Promoting neuer Puppen schon in den 1960er Jahren biographische Details offiziell bekannt. So wurden 1961 Fernsehspots ausgestrahlt, in denen berichtet wurde, wie Barbie Ken kennen lernte. Später erhielt Barbie den vollen Namen Barbara Millicent Roberts. Sie ist die älteste Tochter von Margaret und George Roberts, hat High Schools in Kalifornien und New York besucht, hat mehrere Doktortitel (als Tierärztin, Kinderärztin, Zahnärztin und Frauenärztin) und besitzt Führerschein sowie Pilotenlizenz. In den 1990er Jahren kandidierte sie mehrmals für das Amt der US-Präsidentin. Als letzte Bekanntmachung gab Mattel 2005 Barbies Trennung von Ken bekannt; in ihrem Leben sollte es nun einen Mann namens Blaine geben. Ken setzte aber nach Jahren des Trennungsschmerzes zu Beginn des Jahres 2011 alles daran, Barbie zurückzugewinnen, und ließ den Hersteller Mattel in ganz New York großformatige Plakate platzieren, auf denen er seine ungebrochene Liebe zu Barbie kundtat („Barbie, we may be plastic but our love is real.“). Pünktlich zum Valentinstag erklärte eine Sprecherin Barbies dann in der Today Show, dass Barbie und Ken wieder offiziell ein Paar seien.

## Freunde und Verwandte
Zum Erfolg der Puppe trug nicht nur bei, dass sie modisch immer aktuell war. Die Spielmöglichkeiten wurden bald dadurch erweitert, dass weitere Puppen hinzukamen. Auf der Packung wurde kurz erklärt, in welcher Beziehung sie zu Barbie standen; also Freundschaft oder Verwandtschaft. Darin unterscheidet sich das Produkt wesentlich von anderen Modepuppenreihen, die außer der Hauptfigur in der Regel nur noch eine männliche und eine kindliche Puppe enthalten. Wenn zu der Hauptfigur noch Freundinnen angeboten werden, so handelt es sich allenfalls um die gleiche Puppe in anderen Haar- und/oder Hautfarben. Dagegen hat Mattel von Anfang an die Freundinnen und Freunde mit eigenen Gesichtern gestaltet.
Neben den Barbie-Puppen produzierte Mattel noch zahlreiche andere Reihen von Modepuppen, zum überwiegenden Teil im gleichen Maßstab wie Barbie (in diesem Fall wird auf der Packung oft darauf hingewiesen, dass diesen Puppen Barbies Kleidung passt, manchmal liegt der Packung auch noch ein Barbie-Prospekt bei). In diesem Artikel werden aber nur jene erwähnt, die laut Packungsaufschrift zu Barbies Welt gehören.
Dieses Gebiet ist unübersichtlich, da viele der Freundinnen und Freunde mit verschiedenen Gesichtern verkauft wurden: die, die über längere Zeit im Programm blieben, bekamen im Lauf der Jahre oder sogar Jahrzehnte immer wieder neue – dem gewandelten Zeitgeschmack angepasste – Gesichter. Umgekehrt wurden bereits bekannte Köpfe oft für Puppen mit neuen Namen eingesetzt. Wie bei Barbie sind seit 2005 die Köpfe um rund 10 % größer als früher.
Die meisten Nebenfiguren in Barbies Welt wurden nur ein oder zwei Jahre lang verkauft. Bemerkenswert ist Becky von 1997, die als einzige der Puppen im Rollstuhl sitzt. Hier werden kurz jene Figuren vorgestellt, die mehrere Jahre lang produziert wurden.

### Freunde
Barbie hatte seit 1961 als festen Freund Ken (benannt nach Ruth und Elliots Sohn Kenneth). Er war etwas größer als seine Freundin und hatte bis 2000 meistens modelliertes Haar. Weitere männliche erwachsene Puppen wurden als Kens Freunde bezeichnet. Im Jahr 2004 trennte sich Barbie kurzzeitig von Ken und ließ sich darauf mit dem australischen Surfer Blaine ein. Seit 2006 sind Barbie und Ken wieder zusammen.

### Freundinnen
Ihre älteste Freundin Midge (1963) verkörperte einen völlig anderen Typ als die schicke Barbie; nämlich das nette Mädel von nebenan. Anders als Barbie durfte Midge heiraten (Kens Freund Allan) und eine Familie gründen, zuletzt 2003 unter dem Markenzeichen Happy family. Christie (1968) war Barbies afroamerikanische Freundin, die es bis 2006 gab. P.J. (1970) war die englische Freundin, die gerne die damals hochaktuelle Mode aus der Carnaby Street trug. Als einzige der langjährigen Freundinnen hatte sie kein eigenes Gesicht, sondern es wurden die Köpfe der 1963er Midge und der Steffi verwendet. Die letzte P.J. wurde 1984 verkauft. Barbies Freundin Steffie (1972) war nur ein paar Jahre im Programm, aber die für sie entwickelte Kopfform wurde zu einer der am meisten verwendeten bei Mattel. Diese Kopfform wurde auch oft für afroamerikanische und hispanische Barbies sowie für die Dolls of the World-Puppen genommen. Seit 1986 gab es Kira, die asiatische Freundin (die Puppe hieß in Deutschland Marina). Kiras Kopf wurde regelmäßig für Puppen asiatischer Abstammung verwendet, obwohl ihre Züge eher europäisch sind (ihr fehlt z. B. die Epikanthus-medialis-Falte). Seit 2001 gibt es keine Puppen mit diesem Gesicht mehr. Die einzige von Barbies alten Freundinnen, die heute noch verkauft wird, ist Teresa (1988). Sie ist von der Abstammung her Latina und hatte lange eine eigene Kopfform. Seit 2007 heißen die dunkelhaarigen Puppen mit Barbies Kopfform Teresa. Barbies afroamerikanische Freundin Shani (1990) war zunächst die Hauptfigur einer eigenen Reihe mit reichlich Kleidung, wurde aber in den folgenden Jahren immer stärker in Barbies Welt integriert. Die letzte Shani erschien 1994. Die Köpfe von ihr und ihren Freundinnen wurden bis 2006 weiterhin für afroamerikanische Puppen genutzt. Kayla und Lea (2002) haben die gleiche Kopfform, sind aber aufgrund verschiedener Bemalung nicht zu verwechseln: Kayla ist eine Latina, Lea ist asiatischer Abstammung. Auch diese beiden waren bis 2006 erhältlich.
Auch Barbies Schwestern hatten Freundinnen, die die gleiche Kleidung wie sie tragen konnten. In den 1960er Jahren wurden dafür noch eigene Kopfformen entwickelt. Später erhielten die Freundinnen die jeweils aktuelle Kopfform der betreffenden Schwester mit dunklen Haaren und anderem Make-up.

### Verwandte
Die erste Figur aus Barbies Familie war Skipper (1965), die kleine Schwester mit kindlichen Zügen. Kurz darauf folgte Barbies Cousine Francie (1966). Sie ist die erste Puppe, von der es eine dunkelhäutige Version gab, die damals allerdings wenig Anklang bei den Käufern fand und deshalb bald wieder aus den Läden verschwand. Die Geschwister Tutti und Todd (1968) waren etwa sechs Jahre alte Zwillinge. Anders als die anderen Puppen bestanden sie nicht aus Vinyl, sondern aus einem mit Gummi überzogenen Drahtgestell. Francie, Tutti und Todd gab es bis in die 1970er Jahre. 1991 erschien die acht Jahre alte Schwester Stacie, die bis 2000 produziert wurde. Mitte der 1990er erschien Schwesterchen Kelly (1996), die in Europa den Namen Shelly trägt. Die Puppe stellt ein zwei- bis dreijähriges Kind dar. 1999 erschien noch eine Babyschwester namens Krissy. Nachdem Mattel die Produktion von Skipper 2003 einstellte, wurde Kelly als einziges Familienmitglied noch hergestellt. Seit 2007 gibt es von Stacie und Shelly eine eigene Linie. Diese passt aufgrund der Größe der Puppen nicht zu der Barbie-Linie.
2009 wurden Skipper und Stacie neu aufgelegt. Obwohl Skipper gegen Ende der 1990er als Teenager genauso groß wie Barbie war, wird die Neuauflage wieder in der ursprünglichen Größe hergestellt.

## Barbie-Pink

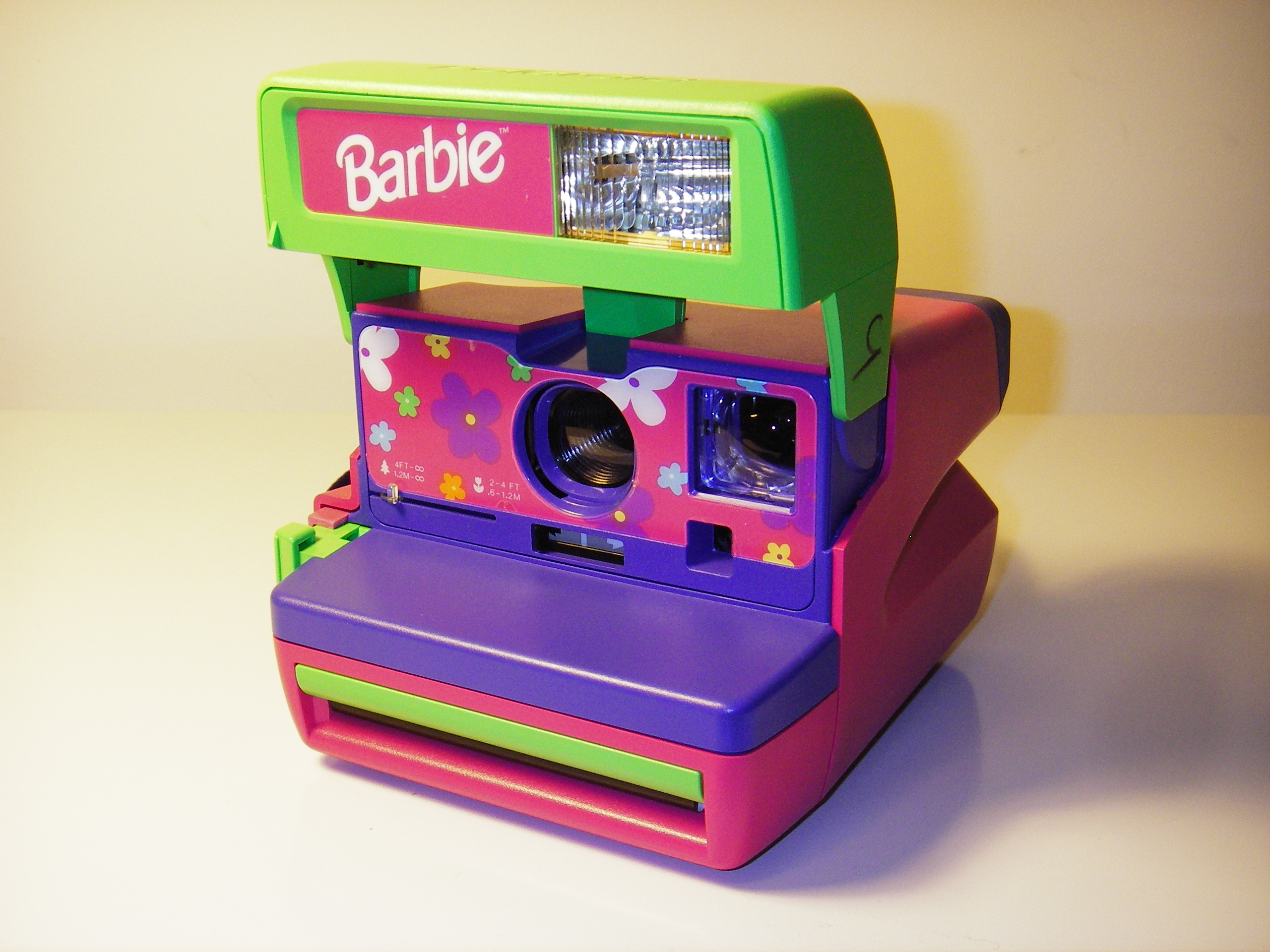
Polaroid-Kamera in Barbie-Pink

Ende der 1960er Jahr ging Mattel dazu über, die Puppen in pinkfarbene Kartons zu verpacken. Seit damals ist dieses dunkle leuchtende Rosa als Geschmacksmuster unter dem Namen Barbie-Pink geschützt. Die Farbe Rosa wird seit den 1920er Jahren mit Weiblichkeit in Verbindung gebracht und damit mit der bevorzugten Zielgruppe der Puppe. Aus dem gleichen Grund kommen daneben aber auch Violetttöne verstärkt zum Einsatz.

## Sammelobjekt
Barbie wurde ursprünglich als Spielpuppe konzipiert. Mitte der 1980er Jahre wurde jedoch festgestellt, dass ältere Puppen gesammelt wurden und teilweise hohe Preise erzielten. Seitdem werden von Mattel neben den Spielpuppen auch Barbie-Puppen produziert, die für erwachsene Sammler gedacht sind. Da sie in kleineren Auflagen hergestellt werden, sind sie auch teurer als die Spielpuppen. Einige dieser Sammlerbarbies tragen Kleider und Accessoires, die von bekannten Modeschöpfern entworfen wurden, z. B. Karl Lagerfeld, Byron Lars oder Christian Louboutin. Andere sind wie Figuren aus Filmen oder Fernsehserien gekleidet; oft sind ihre Köpfe den Darstellern nachempfunden. In der Dolls of the World-Serie führte Barbie die Trachten verschiedener Länder vor. Seit 1994 gibt es wieder Puppen mit der Kopfform der ersten Barbie, die Repliken der in den 1960er Jahren verkauften Barbiekleider tragen. Seit 1986 gibt es Barbie-Puppen auch aus Porzellan, seit 2000 aus dem porzellanähnlichen Hartplastikmaterial „Silkstone“. Wie viele der Sammlerpuppen sind sie für Kinder nicht geeignet, da sie die gesetzlichen Sicherheitsbestimmungen für Spielzeug nicht erfüllen. Seltene Barbie-Puppen erzielen heute bei Sammlern Preise von mehreren Tausend Euro.
Barbie-Puppen bestehen aus Plastik und sind daher dessen Alterungserscheinungen unterworfen. Vor allem bei den älteren Puppen gibt es Probleme, weil das Material ausbleicht oder vergilbt, Öl absondert, abfärbt oder mit anderen Materialien (z. B. Metallohrringen oder den Stoffen der Kleidung) chemische Reaktionen eingeht. Wie in allen Sammelgebieten, gibt es auch hier seltene Modelle, Sonderausgaben und Fehldrucke. Letzteres rührt vorwiegend daher, dass Mattel immer darauf bedacht war, kostengünstig zu produzieren. Gab es bei Materialien wie z. B. Puppenhaaren oder Kleiderstoffen Lieferengpässe, waren die Mitarbeiter gehalten, Restbestände von früheren Produktionen aufzubrauchen. So kamen Puppen und Kleidungsstücke in die Läden, die vom Grundmodell abwichen. Auch in Barbies Welt gibt es eine Blaue Mauritius: Ende der 1960er Jahre wurde in den Katalogen als neue Freundin Becky angekündigt, gelangte aber nie in den Verkauf. Dennoch fanden im Lauf der Jahrzehnte einige Prototypen der Puppe den Weg in Sammlungen. Ähnliche Fälle gibt es bis heute immer wieder.

## Logo-Entwicklung

Logo von 1959 bis 1975, seit 2009 wieder verwendet
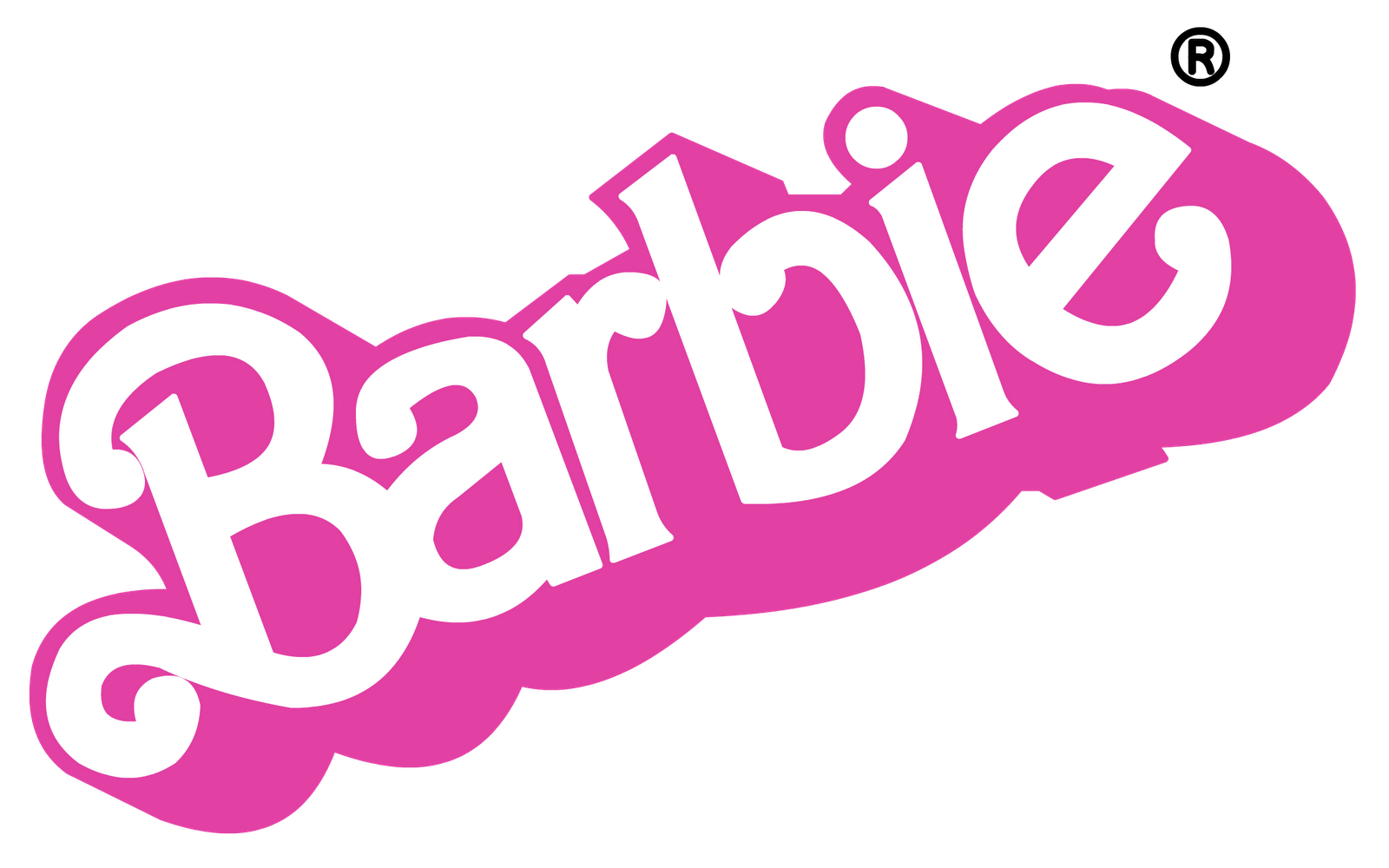
Logo von 1975 bis 1990
Logo von 1990 bis 1999
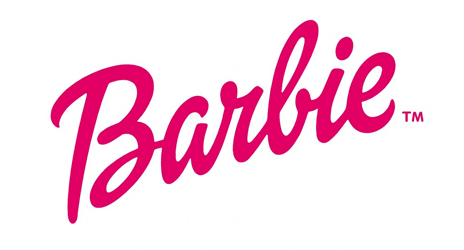
Logo von 1999 bis 2004
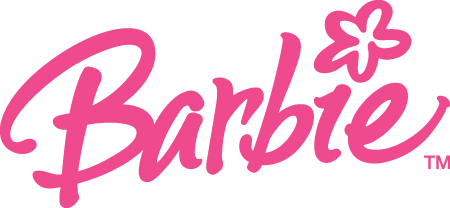
Logo von 2004 bis 2005
Logo von 2005 bis 2009

## Kritik

### Körpermaße und Aussehen
Als Wissenschaftler Barbies Körpermaße auf einen Menschen umrechneten und übertrugen, kamen sie zu dem Schluss, dass ein menschliches Wesen mit den Maßen von Barbie nicht lebensfähig sei. Insbesondere biete der Unterleib nicht genug Platz für alle lebensnotwendigen Organe. Schon an der ersten Barbie-Puppe wurden die Proportionen bemängelt (39-18-33 Zoll, entspricht in etwa den Maßen 99-46-84 cm), die laut den Kritikern eher der männlichen Phantasie entsprächen, als den tatsächlichen Maßen einer Frau und somit das Selbstbewusstsein der Mädchen eher vermindern als bestärken würden. So gestaltete Jack W. Ryan, u. a. der sechste Ehemann von Zsa Zsa Gabor, die Puppe um. Die Oberweite wurde verringert und die Taille vergrößert. Obwohl auch die neuen Maße nicht der Realität entsprachen, ließen sie zumindest die Kritiker verstummen. 1991 wurde von einem anderen Unternehmen die Puppe Happy To Be Me herausgebracht, deren Proportionen realistischer waren. Sie konnte sich jedoch nur wenige Jahre auf dem Markt halten. Immer wieder wurde der Vorwurf erhoben, Barbies Figur könne Essstörungen auslösen.
So wurde auch nach Barbie eine psychische Krankheit benannt: Das Barbie-Syndrom ist der Wunsch, wie die Puppe aussehen zu wollen. Bekannt wurde der Fall der Amerikanerin Cindy Jackson, die in rund 20 Jahren fast 30 Operationen an sich vornehmen ließ und dafür mehr als 50.000 Dollar ausgab. Ein bekanntes deutsches Beispiel ist das Fotomodell Angela Vollrath, die sich selbst zur „Miss Barbie“ erklärte und bis heute versucht, sich durch zahlreiche Schönheitsoperationen ihrem Vorbild anzunähern. Es gibt auch Männer, die sich durch Schönheitsoperationen in Ken verwandeln lassen (den Ausdruck „Ken-Syndrom“ gibt es aber nicht).
Der amerikanische Künstler Nickolay Lamm entwarf 2013 in kritischer Auseinandersetzung mit dem unrealistischen Schönheitsideal der Barbie, basierend auf offiziellen Daten der amerikanischen Gesundheitsbehörde Centers for Disease Control and Prevention, mit Hilfe eines 3D-Druckers eine entsprechende Puppe mit den Durchschnittsmaßen einer 19-jährigen Amerikanerin. Aufgrund der starken Resonanz wird diese Puppe mit Namen Lammily, die stehen kann und für die u. a. Aknepickelaufkleber erhältlich sein sollen, mit Hilfe von Crowdfunding als Alternative zu Barbie produziert.

### Frauenbild
Auch von feministischer Seite wurde Barbie regelmäßig kritisiert, da sie ein traditionelles Frauenbild zementiere und zu kritiklosem Konsum anrege. Dabei war die Puppe von Ruth Handler ursprünglich bewusst als Alternative zu den in den 1950er Jahren fast ausschließlich verkauften Babypuppen geplant worden, die zum Einüben der Mutterrolle dienen sollten. Barbie trug beim Kauf nur einen Badeanzug; die Kinder sollten selber für sie eine Persönlichkeit entwickeln. Demzufolge wurde für Barbie in jedem Jahr ihres Erscheinens Berufskleidung angeboten; 1961 sogar Doktorhut und -robe. Nach Ruth Handlers Abschied von Mattel (1973) wurde das Konzept dahingehend geändert, dass die Puppen bestimmten Themen wie z. B. Popkultur, Tierliebe oder Sport zugeordnet und daher entsprechend gekleidet verkauft wurden. Der Schwerpunkt liegt seitdem auf trivialen Themen wie Make-up, Frisuren und Modedesign, so dass die Puppe inzwischen ein Symbol für die Oberflächlichkeit der Konsumgesellschaft geworden ist. Nach wie vor ist Barbie aber eine berufstätige Frau ohne Mann und Kinder, mit eigenem Haus und Auto – anders als ihre Freundin Midge hat Mattel sie nie heiraten lassen.

### Verbote
Im September 2003 verbot Saudi-Arabien den Verkauf von Barbie-Puppen, weil sie nicht dem Sinn des Islams entsprächen. Zudem macht seit November 2003 in der arabischen Welt ein islamisch geprägtes Gegenmodell zu Barbie namens Fulla dem Original Konkurrenz.
Im Iran wurde der Verkauf von Barbie-Puppen als „Symbol unmoralischer westlicher Kultur“ verboten.

### Datenschutz
Das 2016 in den USA von Mattel und ToyTalk eingeführte Modell Hello Barbie hat eine Spracherkennung, die eine Art Gespräch mit der Puppe ermöglicht. Die Daten werden an Mattel übermittelt und dort ausgewertet. Auch die Eltern der Kinder können auf diese Daten zugreifen. Bereits 2015 erhielt Hello Barbie wegen der Verletzung von Datenschutz- und Kinderrechten den Big Brother Award in der Kategorie Technik. Der Sicherheitsexperte Matt Jakubowski überwand das Sicherheitssystem und wies so nach, dass auch andere auf die Informationen zugreifen können, wenn sie das wollen.

### Herstellung und Umweltschutz
Teils werden die Bedingungen der Herstellung der Barbie-Puppen und deren Zubehör kritisiert. Neben der Umweltproblematik der verwendeten Kunststoffe, werden die Arbeiter in China für die Herstellung vergleichsweise schlecht bezahlt.

## Adaptionen

### Musik
Die dänisch-norwegische Gruppe Aqua veröffentlichte 1997 ihren weltweiten Hit Barbie Girl (Nummer 1 in über 35 Ländern), der als kontroverse Parodie indirekt der Barbie-Puppe gewidmet ist. Aufgrund der sexuellen Anspielungen im Lied und dem dazugehörigen Video wurde Aqua von Mattel verklagt, was aber keine weiteren Auswirkungen auf den Erfolg des Liedes oder der Gruppe hatte. Die Klage von Mattel wurde im Jahre 2003 endgültig abgewiesen. Seit 2009 dient die Melodie des Songs als Hintergrundmusik in den Werbespots von Mattel.

### Filme
2000 erschien eine Fernsehproduktion namens Life-Size, in der Tyra Banks die ethnische Barbie-ähnliche Puppe Eve verkörperte.
Im Jahr 2023 kam mit Barbie von Greta Gerwig der erste Realfilm über die Mattel-Figur in die Kinos. Für die Hauptrollen wurden Margot Robbie als Barbie und Ryan Gosling als Ken verpflichtet.
Seit 2001 sind zahlreiche animierte Filme erschienen, anfänglich im Jahresrhythmus, mittlerweile meist zweimal im Jahr. Ging es zunächst nur um Märchen und Fantasie-Geschichten, zeigen neuere Filme auch reale Schauplätze (wie Modezauber in Paris oder Rockstar-Camp). Das Erscheinen der Filme auf DVD und die erste TV-Ausstrahlung liegen oft nahe beieinander. In der Regel wird zu einem Film auch ein Hörspiel auf CD veröffentlicht. Der Film Barbie – Eine Prinzessin im Rockstar-Camp lief am 15. und 16. August 2015 erstmals (nur an diesen beiden Tagen) bundesweit im Kino.
Bisher erschienen:
- Barbie in: Der Nussknacker (2001)
- Barbie als Rapunzel (2002)
- Barbie in Schwanensee (2003)
- Barbie als Die Prinzessin und das Dorfmädchen (2004)
- Barbie und der geheimnisvolle Pegasus (2005)
- Barbie – Fairytopia (2005)
- Barbie – Mermaidia (2006) (alternativ auch Barbie – Fairytopia: Mermaidia)
- Das Barbie Tagebuch (2006)
- Barbie in: Die 12 tanzenden Prinzessinnen (2006)
- Barbie – Die Magie des Regenbogens (2007) (alternativ auch Barbie – Fairytopia: Die Magie des Regenbogens)
- Barbie als Prinzessin der Tierinsel (2007)
- Barbie – Mariposa (2008)
- Barbie und das Diamantschloss (2008)
- Barbie in: Eine Weihnachtsgeschichte (2008)
- Barbie präsentiert Elfinchen (2009)
- Barbie und Die Drei Musketiere (2009)
- Barbie und das Geheimnis von Oceana (2010)
- Barbie – Modezauber in Paris (2010)
- Barbie – Die geheime Welt der Glitzerfeen (2011)
- Barbie – Die Prinzessinnen-Akademie (2011)
- Barbie – Zauberhafte Weihnachten (2011)
- Barbie und das Geheimnis von Oceana 2 (2012)
- Barbie – Die Prinzessin und der Popstar (2012)
- Barbie in Die verzauberten Ballettschuhe (2013)
- Barbie – Mariposa und die Feenprinzessin (2013)
- Barbie & ihre Schwestern im Pferdeglück (2013)
- Barbie in Die magischen Perlen (2014)
- Barbie und die geheime Tür (2014)
- Barbie in Die Super-Prinzessin (2015)
- Barbie – Eine Prinzessin im Rockstar Camp (2015)
- Barbie und ihre Schwestern in Das große Hundeabenteuer (2015)
- Barbie in Das Agenten-Team (2016)
- Barbie in Das Sternenlicht-Abenteuer (2016)
- Barbie und ihre Schwestern in Die große Hundesuche (2016)
- Barbie – Die Videospiel-Heldin (2017)
- Barbie – Die Magie der Delfine (2017)
- Barbie Princess Adventure (2020)
- Barbie & Chelsea Dschungelabenteuer (2021)
- Barbie – Bühne frei für große Träume (2021)
- Barbie – Meerjungfrauen Power (2022)
- Barbie: Ein sagenhafter Roadtrip (2022)
- Barbie (2023)
- Barbie: Skipper und das große Babysitting Abenteuer (2023)
- Barbie & Stacie: Eine Schwester für alle Fälle (2024)
- Barbie & Teresa: So schmeckt Freundschaft (2025)

### Serien
Neben zahlreichen Filmen umfasst das Franchise auch diverse Serienproduktionen.
Bisher erschienen:
- 2012–2015: Barbie: Life in the Dreamhouse
- 2017–2018: Barbie: Dreamtopia
- 2018–2020: Barbie – Traumvilla-Abenteuer
- 2022: Barbie im Doppelpack
- 2023–2024: Barbie – Ein verborgener Zauber
- seit 2024: Barbie Mysteries: Das geheimnisvolle Pferdeabenteuer

### Videospiele
Es gibt Videospiele mit Barbie für Commodore 64, PC, NES, Nintendo Wii, Game Boy/Game Boy Color/Game Boy Advance, Nintendo DS, Xbox, PlayStation und PlayStation 2.

## Sonstiges
- In Deutschland hat die Marke Barbie einen Bekanntheitsgrad von 100 %. Durchschnittlich besitzt jedes Mädchen sieben Barbie-Puppen.[22]
- Statistisch gesehen werden drei Barbie-Puppen pro Sekunde verkauft.
- In der US-amerikanischen Trickfilmserie Die Simpsons taucht als Anspielung auf Barbie die Puppe Malibu Stacy auf.[23]
- 2013 fand in Berlin die Ausstellung Barbie – The Dreamhouse Experience statt, wobei Einblicke in die Welt von Barbie ermöglicht wurden.[24]
- Bettina Dorfmann aus Düsseldorf besitzt die weltweit größte Sammlung von Barbiepuppen (rund 18.500). Sie betreibt eine eigene Puppenklinik für Barbiepuppen, macht Ausstellungen und fungiert als Sachverständige.[25]
- Barbiecore ist ein Mode- und Designtrend, der im Zuge der Vermarktung des Films Barbie (2023) internationale Aufmerksamkeit erhielt. Er ist geprägt von pinkfarbener Kleidung, femininen Stilmitteln und nostalgischen Bezügen zur Barbie-Puppe. Die Verbreitung erfolgte vor allem über soziale Medien wie TikTok und Instagram.[26]

## Dokumentarfilme
- Barbie. (= Spielzeug – Das war unsere Kindheit. Staffel 1, Folge 2). Regie: Tom Stern, Drehbuch: Benjamin J. Frost. USA 2017.[27]
- Barbie – Die perfekte Frau? (Alternativtitel: Die ideale Frau – Wie Barbie die Welt eroberte). 52 Min. Regie: Julia Zinke, Nicola Graef. Deutschland 2023.[28]